# Pretzel Logic (singolo)
Pretzel Logic è un singolo del gruppo musicale statunitense Steely Dan, pubblicato nel 1974 ed estratto dal loro terzo album in studio, l'omonimo Pretzel Logic.

## Tracce
- 7"

1. Pretzel Logic
2. Through with Buzz

## Formazione
- Donald Fagen – voce, cori, piano elettrico Wurlitzer
- Walter Becker – chitarra
- Dean Parks – chitarra
- Plas Johnson – sassofono
- Ollie Mitchell – tromba
- Lew McCreary – trombone
- Michael Omartian – piano acustico
- Wilton Felder – basso
- Jim Gordon – batteria
- Tim Schmit – cori

## Classifiche
| Classifica (1974) | Posizione raggiunta |
| ----------------- | ------------------- |
| Stati Uniti       | 57                  |